# 斯拉贾娜·戈利奇
斯拉贾娜·戈利奇（1960年2月12日—），波斯尼亚和黑塞哥维那女子篮球运动员。她曾代表南斯拉夫参加1984年和1988年夏季奥林匹克运动会篮球比赛，其中1988年奥运会获得一枚银牌。